# Elită

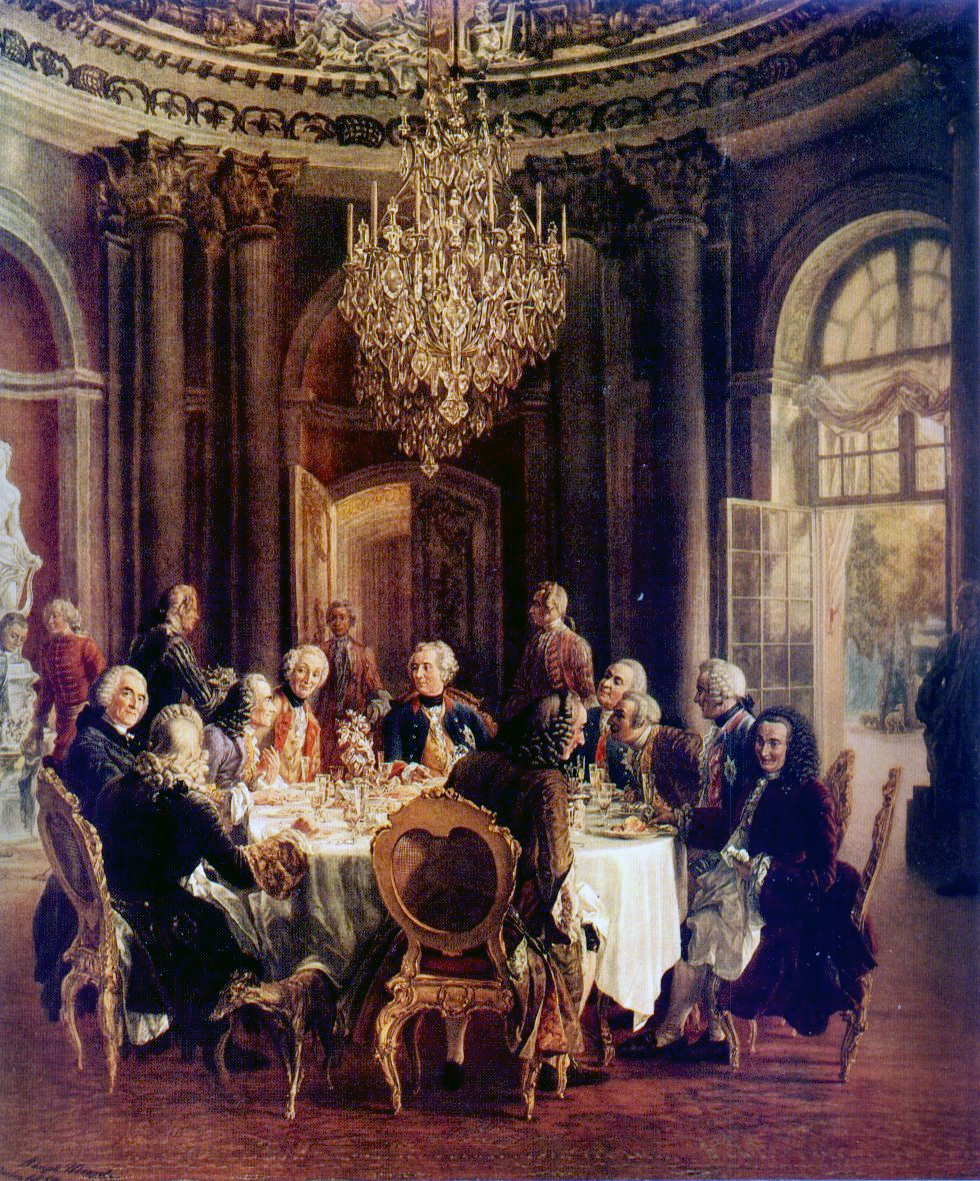
Societate de elită printre invitații lui Frederic cel Mare se află și Voltaire

Termenul Elită provine din latină electus - select acesta fiind un termen de calificare a unei persoane sau unui grup de persoane care reprezintă ceea ce este mai bun, mai valoros, mai ales într-o comunitate. O societate cu calități deosebite ce depășește media realizată de ceilalți indivizi ai societății. Elitarismul este o ideologie prin care caută în mod conștient o grupă de persoane să aparțină de elită. Partea negativă a acestei ideologii este faptul că poate duce la cultul personalității.
Trupele Waffen-SS erau divizii care au funcționat ca trupe de elită, în cadrul armatei germane, sau Mosadul Institutul de informații și operațiuni speciale este serviciul de informații externe al Israelului. El fiind considerat în prezent ca unul din cele mai bine organizate servicii secrete din lume.
Din perspectivă ideonomică (sfera normelor ideale de merit) elita semnifică  categoria    personalităților superioare prin spirit rațiune  față de   față de indivizii fără conștiință morală; din perspectivă socionomică (sfera normelor sociale de merit) elita se referă la cotegoria  persoanelor superioare prin merite sociale de solidaritate, socialitate, de cooperare etc; din perspectivă politonomică (sfera normelor de putere) elita este superioară numai prin poziția dominantă față de cei dominați indiferent dacă membrii ei au, sau nu, au merite poltice.